# Научена беспомоћност
Научена беспомоћност је понашање које показује субјект након што је издржао поновљене аверзивне стимулусе ван његове контроле. Првобитно се сматрало да је то узроковано субјектовим прихватањем своје немоћи, путем његових непрестаних покушаја да побегне или избегне аверзивни стимулус, чак и када су такве алтернативе недвосмислено представљене. Речено је да је након таквог понашања субјект стекао научену беспомоћност.
Код људи је научена беспомоћност повезана са концептом самоефикасности; уверење појединца у њихову урођену способност да постигну циљеве. Теорија научене беспомоћности је став да клиничка депресија и повезане менталне болести могу бити резултат стварног или уоченог одсуства контроле над исходом ситуације.

## Основе истраживања и теорије

### Рани експерименти
Амерички психолог Мартин Селиџман покренуо је истраживање о наученој беспомоћности 1967. године на Универзитету у Пенсилванији као продужетак свог интересовања за депресију. Ово истраживање је касније проширено кроз експерименте Селиџмана и других. Један од првих био је експеримент Селиџмана и Оверјмајера. У првом делу ове студије, три групе паса су стављене у орме. Пси из групе 1 су једноставно стављени у појас на одређено време и касније су пуштени. Групе 2 и 3 састојале су се од „парова у јарму“. Пси у групи 2 добијали су електрошокове у насумично време, које је пас могао да прекине притиском на полугу. Сваки пас у групи 3 је упарен са псом из групе 2; кад год је пас из групе 2 добио шок, његов упарени пас у групи 3 добио је шок истог интензитета и трајања, али његова полуга није зауставила шок. Псу из групе 3, чинило се да се шок завршио насумично јер је њихов упарени пас у групи 2 био тај који је узроковао да се заустави. Тако је за псе групе 3 шок био „неизбежан”.
У другом делу експеримента, исте три групе паса су тестиране у шатл-бокс апарату (комора која садржи два правоугаона одељка подељена баријером високом неколико инча, с циљем да се тестирана животиња креће из једног одељка у други, како би добила награду или у овом случају избегла штетни стимулус). Сви пси су могли да избегну ударце на једној страни бокса тако што су прескочили ниску преграду на другу страну. Пси у групи 1 и 2 брзо су научили овај задатак и избегли шок. Већина паса из групе 3 – који су претходно научили да ништа што су урадили није утицало на шокове – једноставно је пасивно лежало и цвилило када би били шокирани.
У другом експерименту касније те године са новим групама паса, Мајер и Селигман су искључили могућност да, уместо научене беспомоћности, пси групе 3 нису успели да избегну у другом делу теста јер су научили понашање које је ометало „бекство“. Да би се спречило такво ометајуће понашање, пси групе 3 су имобилисани леком који паралише (кураре) и подвргнути су процедури сличној оној у првом делу експеримента Селигман и Овермајер. Када су тестирани као и раније у другом делу, ови пси из групе 3 су показали беспомоћност као и раније. Овај резултат служи као индикатор за одбацивање хипотезе о интерференцији.
Из ових експеримената се сматрало да постоји само један лек за беспомоћност. У Селигмановој хипотези, пси не покушавају да побегну јер очекују да ништа што ураде неће зауставити шок. Да би променили ово очекивање, творци експеримента су физички подигли псе и померили им ноге, понављајући радње које би пси морали да предузму да би побегли из мреже електрошокова. Ово је морало бити учињено најмање два пута пре него што би пси почели да вољно сами прескачу баријеру. Насупрот томе, претње, награде и уочене демонстрације нису имале утицаја на „беспомоћне“ псе групе 3.
Пси који су научени da деловање зависи од њиховог одговора су упорнији у покушајима избегавања неизбежног, док су пси који су научени да је њихово активно одговарање узалудно, наивно и беспомоћно наставили са прихватањем сваког шока.

## Каснији експерименти
Каснији експерименти су послужили да се потврди депресивни ефекат осећања недостатка контроле над аверзивним стимулусом. На пример, у једном експерименту, људи су обављали менталне задатке у присуству буке која је ометала. Они који су могли да користе прекидач за искључивање буке ретко су се трудили да то ураде, али су радили боље од оних који нису могли да искључе буку. Само свест о овој могућности било је довољно да се суштински супротстави ефекту буке. У 2011. години, студија на животињама открила је да животиње са контролом над стресним стимулансима показују промене у ексцитабилности одређених неурона у префронталном кортексу. Животиње којима је недостајала контрола нису успеле да испоље овај нервни ефекат и показале су знаке у складу са наученом беспомоћношћу и социјалном анксиозношћу.